# Flamenco Radio
Flamenco Radio es una estación de radio española perteneciente a la RTVA. Comenzó sus emisiones el 29 de septiembre de 2008 a las 20 horas, tras un acto de presentación durante la Bienal de Flamenco de Sevilla. 
Comenzó sus emisiones sólo en internet, siendo la cuarta emisora de radio de la RTVA, si bien lleva desde otoño de 2008 emitiendo algunas horas diarias por Radio Andalucía Información, y también tiene un canal de radio en el Múltiplex autonómico de la RTVA en TDT. Posee una segunda señal en TDT que retransmite en simultáneo, Flamencoradio.com. No dispone de ninguna frecuencia en FM.
Es una radio musical dedicada íntegramente al flamenco, creada para potenciar la cultura de Andalucía. Es una actuación de la Junta de Andalucía para cumplir el Estatuto de Autonomía de Andalucía en sus artículos 37.1.18º ("Principios rectores de las políticas públicas: 18º La conservación y puesta en valor del patrimonio cultural, histórico y artístico de Andalucía, especialmente del flamenco.") y 68 ("Corresponde asimismo a la Comunidad Autónoma la competencia exclusiva en materia de conocimiento, conservación, investigación, formación, promoción y difusión del flamenco como elemento singular del patrimonio cultural andaluz.").
En febrero de 2020, se anunció la incorporación de 20 nuevos espacios, así como nuevos colaboradores, intercalando entre los espacios musicales de programación automática de la cadena, pasando por tertulias de corte flamenca, a espacios dedicados a los nuevos flamencos, o música folclore del mundo.
Flamenco Radio aparece en el Estudio General de Medios (EGM), con una audiencia de 3.000 oyentes según la 3ª OLA del 2025.

## Imagen corporativa
Es el único canal de la RTVA, junto a Andalucía TV, que no utiliza el logotipo de CanalSur (una "C" rodeada de ocho rayos). En este caso, el logo ha sido estilizado de forma que representa un sol más moderno y fresco que el tradicional del grupo. Su color corporativo es el verde pistacho o limón.